# Dilldorfer Höhe

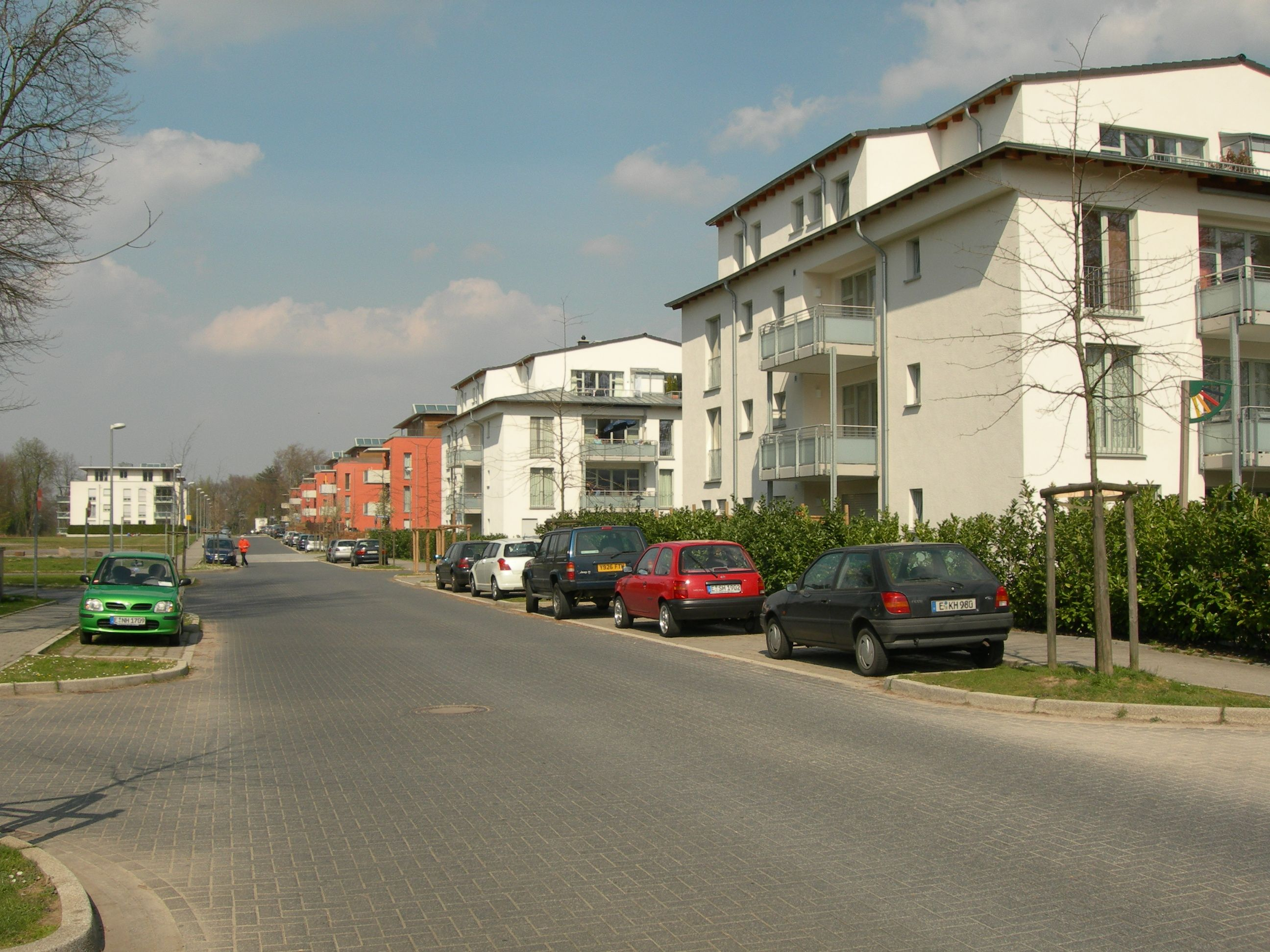
Dilldorfer Höhe

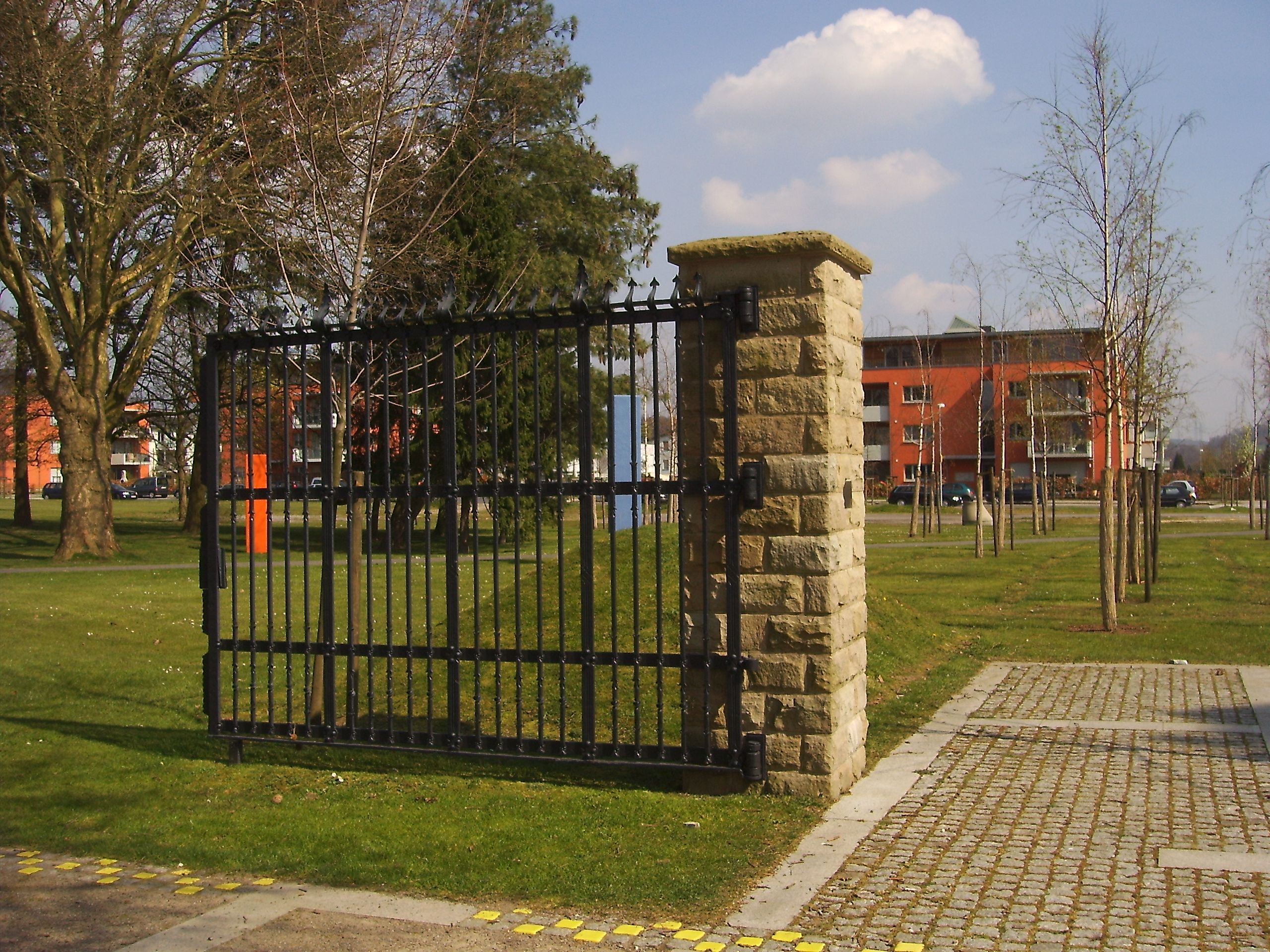
Tor der Ruhrlandkaserne, im Hintergrund Dilldorfer Höhe

Die Dilldorfer Höhe ist eine Wohnsiedlung im Essener Stadtteil Kupferdreh. Sie entstand ab 1999 auf dem Gelände der 1994 geschlossenen Ruhrlandkaserne. Die Siedlung befindet sich jedoch nicht, wie der Name vermuten lässt, im Ortsteil Dilldorf, sondern auf dem Gebiet der ehemaligen Honnschaft Hinsbeck (Ruhr).

## Geschichte
Am 14. Juli 1995 kaufte die Allbau AG das 169.679 Quadratmeter große Gelände der ehemaligen Ruhrlandkaserne zurück. Gemeinsam mit dem Planungsamt der Stadt Essen und der Bürgerschaft Kupferdreh e. V rief die Allbau AG die Kupferdreher Bürger auf, nach einem passenden Namen für das neue Wohngebiet zu suchen. Ergebnis war Dilldorfer Höhe.
Die Allbau strebte eine größtmögliche Beteiligung der Kupferdreher Bürger an. Der Arbeitskreis Ortsteilgestaltung, welchem Vertreter der Kupferdreher Vereine, Parteien und Institutionen angehören, konnten auf die Planungen für das neue Wohngebiet Einfluss nehmen. Vertreter der Kupferdreher Bezirksvertretung und der Bürgerschaft waren auch Mitglied der Jury des städtebaulichen Ideenwettbewerbes, den die Allbau AG und die Stadt Essen am 1. Juli bundesweit ausschreiben. Die Jury entschied sich unter den 120 Vorschlägen für den Entwurf der Architekten Damagnez, Söder und Mann aus Frankfurt/Main.
Am 20. März 1999 gab es für die Bürger zum ersten Mal die Gelegenheit, das Neubaugebiet zu besichtigen. Die Kaserne war vollständig abgerissen. Die Grundsteinlegung für die erste Bauphase erfolgte am 6. August 1999. Die  Bürgerschaft Kupferdreh schrieb einen Ideenwettbewerb zur Findung der Straßennamen aus. Die Jury sprach sich einstimmig dafür aus, mit den Straßennamen an die historischen Orte zu erinnern. Einige Namen wurden ausgewählt, der Bezirksvertretung vorgeschlagen und zum Teil auch bei der Vergabe berücksichtigt.
Die Geschichte der Dilldorfer Höhe wurde am 7. Mai 2006 von der Bürgerschaft Kupferdreh e. V. mit einer Denkmaltafel dargestellt. Die Denkmaltafeln sind Teil des Projektes Essener Denkmalpfade.

## Straßennamen und deren Bedeutung
- Dilldorfer Allee – führt als Haupttangente über die Dilldorfer Höhe (auf der alten Trasse des Franzosenweges).
- Am Dolmen – erinnert an das neolithische Steingrab, die Steinkiste von Essen-Kupferdreh, am Eingang zur Dilldorfer Höhe.
- Am Wieselbach – Der Wieselbach durchfließt eine Senke westlich der Dilldorfer Höhe und mündet in den Baldeneysee.
- Phönixberg – früherer Name der Anhöhe aufgrund der ehemaligen Phönixhütte.
- Ruhrlandbogen – in Erinnerung an die Ruhrlandkaserne. Das ehemalige Kasernentor, welches sich ursprünglich in der Nähe des Dolmen befand, wurde inzwischen am Eingang zum Spielplatz aufgestellt.
- Tholshof –  die Gebäude des Tholhofes liegen noch heute oberhalb der Straßenkreuzung Kupferdreh – Werden – Velbert. Zum Hof gehörte in früherer Zeit der größere Teil der Flächen im jetzigen Neubaugebiet.
- Zum Felsbüschken – Die bewaldete Senke westlich der Neubaufläche wird von den älteren Bürgern Felsbüschken genannt. Dass diese Bezeichnung für das kleine Wäldchen auf den früheren Eigentümer des Tholhofes Feldhaus (um 1876) zurückgeht – im Sprachgebrauch wurde aus Feldhaus Büschken Fel(d)sbüschken –  ist möglich, aber nicht erwiesen.
- Grunsbeckhof – Dieser Hof wurde auch Greuelshof genannt. Er befand sich ungefähr dort, wo heute das Haus Frauenstein 168 steht. Der Name Greuelsberg als Gemarkung erinnert noch daran.
- Ruhrwinkel – ist ohne weitere Bedeutung. Jedoch wurde in den Registern des Stifts Werden von 1474 bis 1477 eine örtliche Bezeichnung Ruhrbergh erwähnt. Hieraus resultiert auch der Ruhrbergshof, welcher sich auf der anderen Seite der heutigen Autobahn befand (hinter der Auffahrt an der Dilldorfer Straße) und ebenfalls auf der Höhe Ackerbau betrieb.
- Frauenstein – Der Frauenstein  wird ebenfalls 1474 als Ortsbezeichnung in den Registern der Pacht- und Rentengüter des Stiftes Werden genannt. Die am Neubaugebiet unmittelbar entlangführende Straße wurde bereits 1937 so benannt.
- Hellersberg – Ein Stück außerhalb der Dilldorfer Höhe (heute Frauenstein 200) lag der Hellersberg-Hof. Der Werdener Abt Johann Heinrich Hellersberg wurde 1716 auf dem Hellersberg-Hof geboren und 1774 zum Abt von Werden geweiht. Die weit vom Hof entfernt liegende Straße Hellersberg ist in den 1950er Jahren so benannt worden.